# Senato del Mississippi
Il Senato del Mississippi è, insieme alla Camera dei Rappresentanti, una delle due camere che compongono la Legislatura del Mississippi. Esso si riunisce nel Campidoglio dello Stato del Mississippi.
Il Senato è composto da 52 rappresentanti, eletti ogni quattro anni.